# Nicola Minali
Nicola Minali (Isola della Scala, Vèneto, 10 de novembre de 1969) és un ciclista italià, ja retirat, que fou professional entre 1993 i 2002. Bon esprintador, durant la seva carrera professional aconseguí victòries a les tres grans voltes: set a la Volta a Espanya, tres al Tour de França i dues al Giro d'Itàlia. També guanyà dues edicions de la París-Tours.
El seu nom va aparèixer a l'informe publicat pel senat francès el 24 de juliol de 2013 com un dels trenta ciclistes que haurien donat positiu per EPO al Tour de França de 1998 amb caràcter retrospectiu, ja que van analitzar les mostres d'orina d'aquell any amb els mètodes antidopatges actuals.
El seu fill Riccardo també s'ha dedicat al ciclisme.

## Palmarès
- 1992
  - 1r al Circuit del Porto-Trofeu Arvedi
  - 1r a La Popolarissima
- 1993
  - Vencedor d'una etapa dels Tres dies de De Panne
- 1994
  - Vencedor de 2 etapes del Tour de Romandia
  - Vencedor d'una etapa del Tour de França
  - Vencedor d'una etapa de la Setmana Catalana
- 1995
  - 1r a la París-Tours
  - Vencedor de 3 etapes de la Volta a Espanya
  - Vencedor de 3 etapes de la Setmana Catalana
  - Vencedor de 2 etapes de la Tirrena-Adriàtica
  - Vencedor d'una etapa del Giro d'Itàlia
  - Vencedor d'una etapa de la Volta a la Comunitat Valenciana
  - Vencedor d'una etapa de la Volta a Aragó
- 1996
  - 1r a la París-Tours
  - 1r al Gran Premi Città di Misano Adriatico
  - Vencedor de 4 etapes de la Volta a Espanya
  - Vencedor de 2 etapes de la Volta a Burgos
  - Vencedor d'una etapa de la Volta a Dinamarca
- 1997
  - Vencedor de 2 etapes del Tour de França
  - Vencedor de 2 etapes del Gran Premio Jornal de Noticias
  - Vencedor de 2 etapes de la Volta ao Alentejo
  - Vencedor d'una etapa de la Volta a Dinamarca
  - Vencedor d'una etapa del Giro di Puglia
  - Vencedor d'una etapa del Giro de Sardenya
- 1998
  - 1r al Giro de la província de Siracusa
  - Vencedor d'una etapa del Giro d'Itàlia
  - Vencedor d'una etapa de la Rheinland-Pfalz Rundfahrt
  - Vencedor d'una etapa de la Setmana Catalana
  - Vencedor d'una etapa del Tour del Mediterrani
- 1999
  - Vencedor d'una etapa dels Quatre dies de Dunkerque
  - Vencedor d'una etapa de la Settimana Lombarda
- 2001
  - Vencedor d'una etapa del Postgirot Open
  - Vencedor d'una etapa del Tour de Rodes

### Resultats al Tour de França
- 1994. Abandona (12a etapa). Vencedor d'una etapa
- 1996. Abandona (11a etapa)
- 1997. 122è de la classificació general. Vencedor d'una etapa
- 1998. Abandona (16a etapa)
- 1999. Abandona (9a etapa)

### Resultats al Giro d'Itàlia
- 1995. Abandona (15a etapa). Vencedor d'una etapa
- 1997. No surt (5a etapa)
- 1998. Abandona (7a etapa). Vencedor d'una etapa
- 1999. 113è de la classificació general

### Resultats a la Volta a Espanya
- 1995. Abandona (15a etapa). Vencedor de 3 etapes
- 1997. 96è de la classificació general. Vencedor de 4 etapes